# Cadillac, Gironde
Cadillac (occitanska: Cadilhac) är en kommun i departementet Gironde i regionen Nouvelle-Aquitaine i sydvästra Frankrike. Kommunen ligger i kantonen Cadillac som tillhör arrondissementet Langon. År 2022 hade Cadillac 2 727 invånare.

## Befolkningsutveckling
Antalet invånare i kommunen Cadillac
Referens:INSEE